# Thiên Nhai
Thiên Nhai (tiếng Trung: 天涯区; bính âm: Tiānyá Qū) là một khu (quận) thuộc thành phố Tam Á, tỉnh Hải Nam, Trung Quốc. Tổng diện tích của khu là 944 km², tổng nhân khẩu ước đạt 250 nghìn vào năm 2013.
Ngày 11 tháng 2 năm 2014, Quốc vụ viện Trung Quốc phê chuẩn bãi bỏ sáu trấn của Tam Á và lập mới bốn khu, là Cát Dương (bãi bỏ khu Hà Đông, trấn Cát Dương, ủy hội quản lý vịnh Á Long), Nhai Châu (bãi bỏ trấn Nhai Thành), Thiên Nhai (bãi bỏ khu Hà Tây, trấn Phượng Hoàng, trấn Thiên Nhai, ủy hội quản lý vịnh Tam Á, trấn Bảo Lưu Dục Tài), Hải Đường (bãi bỏ trấn Hải Đường Loan, ủy hội quản lý vịnh Hải Đường).

## Hành chính
- Xã khu: Đam Châu Thôn 儋州村, Quần Chúng Nhai 群众街, Kiến Thiết Nhai 建设街, Hồng Kỳ Nhai 红旗街, Triều Dương Lộ 朝阳路, Hữu Nghị Lộ 友谊路, Cơ Trường Lộ 机场路, Kim Kê Lĩnh 金鸡岭, Tây Đảo 西岛, Du Cảng 榆港, Nam Hải 南海, Tân Kiến 新建, Hòa Bình 和平, Quang Minh 光明, Xuân Viên 春园, Trường Trạm 场站, Áp Tử Đường 鸭仔塘, Lĩnh Bắc 岭北, Mã Lĩnh 马岭, Hồi Tân 回新, Hồi Huy 回辉, Dương ân 羊新.
- Thôn hành chính: Tân Lang 槟榔, Diệu Lâm 妙林, Hải Pha 海坡, Tân Liên 新联, Dương Lan 羊栏, Thủy Giao 水蛟, Mai Thôn 梅村, Dũng Tỉnh 桶井, Đài Lâu 台楼, Bão Tiền 抱前, Bão Long 抱龙, Lập Tân 立新, Trát Nam 扎南, Hắc Thổ 黑土, Bố Phủ 布甫, Hồng Đường 红塘, Tháp Lĩnh 塔岭, Văn Môn 文门, Quá Lĩnh 过岭, Hoa 华, Na Thụ 那受, Na Hội 那会, Mã Lượng 马亮, Long Mật 龙密, Mã Cước 马脚, Minh Thiện 明善, Nhã Lâm 雅林, Nha Lượng 雅亮, Thanh Pháp 青法, Bão An 抱安.